# Candirejo (Loceret)
Candirejo is een bestuurslaag in het regentschap Nganjuk van de provincie Oost-Java, Indonesië. Candirejo telt 3673 inwoners (volkstelling 2010).